# Vuelta a Aragua
La Vuelta a Aragua, llamada también Vuelta Ciclista a Aragua o simplemente La Vuelta Aragua, es una competición ciclista amateur por etapas que se disputa principalmente por carreteras del estado Aragua en Venezuela.
Se celebró por primera vez en los años 1980. Tiene una duración típica de una semana, lo que la hace formar parte junto a la Vuelta a Venezuela, Vuelta al Táchira y la Copa Federación Venezolana de Ciclismo, el grupo de carreras conocidas como las grandes de Venezuela. Al contrario que esas tres carreras la Vuelta a Aragua nunca ha sido incluida en el UCI America Tour ni en otras categorías o clasificaciones profesionales, por lo que siempre se ha mantenido como carrera amateur.

## Historia
La historia del Ciclismo de Aragua se remonta a la época cuando Juan Vicente Gómez gobernada en Venezuela, ya que la capital era la ciudad Jardín siendo la única ciudad que se permitía utilizar las bielas por ende el estado Aragua era el único que podía practicar libremente el ciclismo, el cual dejó más adelante frutos importantes en eventos como Vuelta a Venezuela, Vuelta al Táchira, Juegos Panamericanos, etc. .Con ciclistas importantes como lo fueron: Armando Blanco ganador de la Vuelta a Venezuela, Nicolás Reidtler ganador de la Vuelta a Venezuela y cinco veces subcampeón de la Vuelta al Táchira, El "Chato" González compañero de Blanco y Reidtler, Gonzalo Pérez campeón nacional de Pista y participante del Campeonato Mundial de Ciclismo en Pista, entre otros.
La historia como tal de la competición comenzó en los años 1980 cuando en ese entonces el presidente de la Asociación de Ciclismo de Aragua era Manuel Tenorio quien comenzó la iniciativa de la carrera, y se le atribuye ser el fundador y creador del evento ciclístico más importante de los valles de Aragua.
En el año 1991 y hasta el 2004 no hubo ediciones, ya que no había las condiciones ni el apoyo de volver a realizar el evento en el estado. Fue hasta el 2005 cuando un grupos de personas retomaron el proyecto llevando a ciclistas como José Rujano, Tomás Gil y Manuel Medina, siendo este último el ganador de ese año.
Recibe gestión directa del gobierno regional en manos del Instituto Regional del Deporte de Aragua (IRDA) y la Gobernación del estado Aragua.

## Recorrido
Se disputa principalmente por carreteras del estado Aragua teniendo a su capital Maracay como la máxima organizadora de etapas y presente en todas las ediciones, también las ciudades de El Limón, Cagua, Turmero, Palo Negro y La Victoria están presentes.
Con el pasar de los años se incluyeron etapas de Montañas, pasando la vuelta por los bonitos paisajes de montaña de Las Tejerías, Colonia Tovar, Choroni, Ocumare de la Costa e incluso pasando al estado Carabobo en etapas de montañas realizadas en Güigüe.
Otras poblaciones del estado Aragua donde pasó la Vuelta fueron: Barbacoas, Villa de Cura, San Sebastián, Santa Cruz, San Casimiro y El Consejo

## Maillots de líder
Para facilitar el reconocimiento del líder en carrera, este suele portar un maillot con un color determinado, como sucede en el Tour de Francia (maillot amarillo) , en el Giro de Italia (maglia rosa) y en Vuelta a España (maillot Rojo). El maillot de la Vuelta a Aragua es de color amarillo, ya que junto al rojo y azul rey son los colores representativos del estado.
Los líderes de las distintas clasificaciones suplementarias también llevan maillots identificativos. El maillot de lunares se asocia al líder de la clasificación de la montaña, el color verde al líder de la clasificación por puntos. El color blanco se le otorga a líder general menor de 23 años llamado Sub-23.

## Palmarés
| Año       | Ganador               | Segundo               | Tercero               |
| 1983      | Justo Galaviz         | Bandera de ?          | Bandera de ?          |
| 1984      | Bandera de ?          | Bandera de ?          | Bandera de ?          |
| 1985      | Bandera de ?          | Bandera de ?          | Bandera de ?          |
| 1986      | Bandera de ?          | Bandera de ?          | Bandera de ?          |
| 1987      | Bandera de ?          | Bandera de ?          | Bandera de ?          |
| 1988      | Bandera de ?          | Bandera de ?          | Bandera de ?          |
| 1989      | Bandera de ?          | Bandera de ?          | Bandera de ?          |
| 1990      | Bandera de ?          | Bandera de ?          | Bandera de ?          |
| 1991-2003 | Ediciones suspendidas | Ediciones suspendidas | Ediciones suspendidas |
| 2004      | Carlos Ochoa          | Bandera de ?          | Bandera de ?          |
| 2005      | Manuel Medina         | Raúl Saavedra         | Hernán Buenahora      |
| 2006      | Fabio Montenegro      | Carlos Maya           | Rolando Trujillo      |
| 2007-2008 | Ediciones suspendidas | Ediciones suspendidas | Ediciones suspendidas |
| 2009      | John Nava             | Freddy Vargas         | Andris José Hernández |
| 2010      | Edición suspendida    | Edición suspendida    | Edición suspendida    |
| 2011      | Honorio Machado       | Miguel Ubeto          | Gil Cordovés          |
| 2012      | Jonathan Monsalve     | Freddy Vargas         | Daniel Abreu          |
| 2013      | Arthur García         | Wilmen Bravo          | Ángel Rivas           |
| 2014      | Edición suspendida    | Edición suspendida    | Edición suspendida    |
| 2015      | Bandera de ?          | Bandera de ?          | Bandera de ?          |

## Estadísticas

### Ciclistas con más victorias
| Ciclista         | Victorias | Años        |
| ---------------- | --------- | ----------- |
| Manuel Guevara   | 2         | 1989 y 1990 |
| Fabio Montenegro | 1         | 2006        |
| Manuel Medina    | 1         | 2005        |
| John Navas       | 1         | 2009        |